# Тон, Теобальд Вольф
Тиоболд Уолф Тон (англ. Theobald Wolfe Tone), устар. «Тон, Теобальд Вольф») (англ. Wolfe Tone; 20 июня 1763 — 19 ноября 1798) — ирландский политический деятель, основатель Общества объединённых ирландцев, один из лидеров Ирландского восстания 1798 года. В XIX веке приобрёл среди ирландцев репутацию национального героя, родоначальника и мученика ирландского республиканского движения.

## Имя
Теобальд Вольф Тон получил при крещении двойное имя «Теобальд Вольф» в честь своего крёстного отца, Теобальда Вольфа из Блэкхолла (графство Килдэр), двоюродного брата Артура Вольфа, 1-го виконта Килуордена (верховный судья Ирландии, который был линчёван повстанцами в 1803 году). Наличие среднего имени (в данном случае «Вольф») было нехарактерно для Ирландии того времени, в результате чего оно нередко ошибочно воспринималось современниками, как часть двойной фамилии «Вольф Тон». Последнее именование (употребляемое без первого имени) получило большое распространение в ирландской литературе и устной традиции. В различных русскоязычных источниках встречаются различные варианты транслитерации как первого имени (Теобальд, Тиоболд), так и второго (Вольф, Уолф).

## Биография
Теобальд Вольф Тон был потомком французских протестантов, переселившихся в Англию из Гаскони ещё в XVI веке в попытке укрыться от религиозных преследований. Одна из ветвей семьи поселилась в Дублине в середине XVII века. Отец Теобальда, Питер Тон, уже принадлежал к англиканской церкви; он был каретным мастером, а также владел небольшой фермой в графстве Килдэр. Мать происходила из ирландской католической семьи и перешла в протестантизм после рождения сына; её семья занималась главным образом торговым бизнесом — дед Теобальда по материнской линии являлся капитаном торгового судна, ходившего в Вест-Индию. Кроме того, в связи с именем, данным Теобальду в честь крёстного отца, существует распространённая версия, что он являлся внебрачным сыном Теобальда Вольфа (что, в случае истинности, делает Теобальда Вольфа Тона единокровным братом поэта Чарльза Вольфа).
Тон учился в дублинском Тринити-колледже на юриста, однако обучение не закончил. В 1780-х он занимался частным преподаванием и публицистической деятельностью (напечатал ряд статей в дублинском журнале «European Magazine», несколько отдельных брошюр и роман «Belmont Castle»). В 1783 году он основал общество Объединённых ирландцев, которое, действуя по всей Ирландии, вело активную агитацию за сохранение ирландской политической самостоятельности на демократических началах, вдохновлённых идеалами Французской революции. В 1796 году Тон отправился во Францию просить у директории военной помощи для восстания против британского владычества, подготовку которого вели «Объединённые ирландцы». В частности, Тон встречался с Лазаром Карно, Луи Лазаром Гошем и Наполеоном Бонапартом. В своей дипломатической деятельности Тон добился определённого успеха, и в 1796 году к берегам Ирландии была отправлена небольшая французская флотилия под командованием Гоша; на флагманском корабле в Ирландию отправился и сам Теобальд Вольф Тон. Однако, из-за крайне неблагоприятных погодных условиях высадка не состоялась, и флотилия вернулась во Францию.
Двумя годами позднее, в 1798 году, Тон вместе с небольшим отрядом французских войск (около 1000 человек) в чине бригадного генерала вновь отправился в Ирландию, чтобы принять участие в восстании 1798 года. По прибытии на остров, он был радушно встречен повстанцами и стал одним из лидеров восстания. Последнее, однако, развивалось неудачно, и 8 сентября 1798 года войска повстанцев потерпели сокрушительное поражение от частей британской армии в битве при Баллинамакке. Вольф Тон был арестован и приговорён к смертной казни, в ожидании которой он умер при до конца не выясненных обстоятельствах. Наиболее общепринятой является версия о том, что, получив отказ быть расстрелянным и будучи приговорён к повешению, во избежание столь позорного для генерала способа казни перерезал себе шейную артерию перочинным ножом, однако не смог лишить себя жизни и скончался лишь через несколько дней мучительной агонии.

## Культурное влияние и память
Будучи одним из лидеров восстания 1798 года, в XIX веке Теобальд Вольф Тон поднялся в ирландском национальном сознании до статуса народного героя, принявшего мученическую смерть за свободу Ирландии (наравне с лордом Эдвардом Фицджеральдом и Робертом Эмметом). Аналогичное посмертное благоговение фигура Тона завоевала и у ирландских переселенцев в Северной Америке; в немалой степени этому способствовали мемуары Вольфа Тона, изданные (вместе с большей частью его сочинений) усилиями его вдовы Матильды (1769-1849) в Вашингтоне в 1826 году. В самой Ирландии Тону установлено два ростовых памятника: в столичном Дублине и Бантри.
Имя Вольфа Тона фигурирует во многих традиционных музыкальных композициях, посвящённых борьбе Ирландии за независимость в XVIII-XIX веках, а также стихах Уильяма Батера Йейтса и других ирландских поэтов. Кроме того, в честь Тона названа музыкальная группа Wolfe Tones («Вольф Тоны»), являющаяся одним из наиболее известных музыкальных коллективов, исполняющих так называемую «ирландскую повстанческую музыку».